# Agyagosszergény
Agyagosszergény (hongrois : Agyagosszergény [ˈɒɟɒɡosːɛrɡeːɲ]) est une localité hongroise située dans le comitat de Győr-Moson-Sopron. La localité d'Agyagosszergény a été fondée en 1927 par la fusion des localités d'Agyagos et Fertőszergény. Dans un premier temps, elle porta le nom provisoire de Fertőszergényagyagos jusqu'en 1928, avant d'adopter son nom actuel.

## Site et localisation

### Topographie et hydrographie
Agyagosszergény est située à l'extrémité sud du Hanság, une région marécageuse de l'ouest de la Hongrie. Son territoire est traversé par l'Ikva, qui coule depuis l'ouest, et par la Répce, qui borde la commune au nord.

## Histoire
La commune d'Agyagosszergény a été fondée en 1927 par la fusion de Fertőszergény et Agyagos, bien que ces deux localités soient déjà étroitement liées depuis le début du XIXe siècle. Initialement nommée Fertőszergényagyagos, elle adopta son nom actuel en 1928.
La première mention écrite de Fertőszergény remonte à 1364, sous le règne de Lőrinc Nyéky, alors propriétaire du village. Dans les documents les plus anciens, la localité apparaît sous la forme Zerghen, puis Szergény. En 1906, pour éviter toute confusion avec Szergény, un village du comitat de Vas, la localité prit le nom de Fertőszergény.
L'origine du nom Szergény demeure incertaine. Certains chercheurs y voient une influence avare, tandis que d'autres suggèrent qu'il pourrait provenir d'un ancien propriétaire féodal, bien qu'aucune source écrite ne confirme cette hypothèse. Contrairement à plusieurs villages voisins, comme Fertőendréd, Petőháza, Süttör ou Osli, dont les noms sont liés à leurs seigneurs, il n'existe aucune trace d'un propriétaire nommé Szergény dans les archives.
Agyagos est une localité d'origine arpadienne, mentionnée pour la première fois en 1258 sous le nom d'Ogegus, qui évolua plus tard en Agagus, puis Agyagos.
Au Moyen Âge, la localité appartenait à la famille Osl, avant de passer successivement aux mains des familles Csák et Pok. Les Csák conservèrent une partie du domaine jusqu'au XVIe siècle. À la fin du XVIIe siècle, Pál Esterházy, alors palatin de Hongrie, devint propriétaire du village, qui fut rattaché au domaine de Fertőszentmiklós.
Évolution administrative
En 2007, la commune fut transférée du district de Kapuvár au district de Sopron–Fertőd. À partir de 2013, elle fut rattachée au district de Sopron, avant de réintégrer officiellement le district de Kapuvár le 1er janvier 2015.

## Population

### Minorités culturelles et religieuses
Lors du recensement de 2011, 91,2 % des habitants d'Agyagosszergény se déclaraient Hongrois, 1,3 % Allemands et 0,2 % Roumains. En raison des identités multiples, le total peut dépasser 100 %. Par ailleurs, 8,6 % des habitants n'ont pas souhaité répondre à la question sur leur appartenance ethnique.
Concernant la religion, 80,3 % de la population se déclarait catholique romaine, 0,4 % réformée et 0,2 % évangélique. 4,1 % se déclaraient sans confession, tandis que 14,4 % des habitants n'ont pas répondu.
En 2022, 91,2 % des habitants s'identifiaient comme Hongrois, 2,2 % comme Allemands, 0,4 % comme Roms et 0,3 % comme Roumains. De plus, 0,1 % se déclaraient Croates, 0,1 % Ukrainiens et 1,4 % appartenaient à d'autres nationalités non hongroises. 8,2 % des habitants n'ont pas souhaité répondre.
Sur le plan religieux, 59,1 % de la population se déclarait catholique romaine, 1,5 % réformée, 0,5 % évangélique, 0,2 % grecque-catholique, 0,1 % juive et 0,1 % orthodoxe. Par ailleurs, 0,9 % se déclaraient affiliés à une autre confession chrétienne, 0,8 % à une autre branche du catholicisme et 6,6 % sans appartenance religieuse. 30 % des habitants n'ont pas répondu.

## Équipements

### Réseaux extra-urbains
La route principale 85, reliant Győr et Sopron, longe la limite sud de la commune et constitue son principal axe d'accès routier. Toutefois, à l'intérieur des zones habitées, seule la route 8517 traverse la localité, permettant de rejoindre la route 85 via Vitnyéd et Fertőendréd.
Sur le plan ferroviaire, Agyagosszergény est traversée par la ligne Győr–Sopron, qui longe sa frontière sud, mais la commune ne possède pas de gare propre. Les gares les plus proches sont Petőháza et Vitnyéd-Csermajor, situées à environ 6 kilomètres, tandis que la gare la plus importante de la région, Kapuvár, se trouve à plus de 10 kilomètres.

## Patrimoine urbain
Agyagosszergény possède un riche patrimoine architectural et religieux.
L'église catholique romaine, construite à la fin du XIXe siècle, est un édifice de style romantique et classé monument historique.
Plusieurs maisons paysannes traditionnelles témoignent du mode de vie rural de la région et conservent des éléments architecturaux caractéristiques de l'habitat populaire hongrois.
Plusieurs statues religieuses classées monuments historiques sont disséminées dans la commune :
- La statue de la Vierge Marie, réalisée dans un style rococo.
- La statue de Saint Jean Népomucène, datant de l'époque classique.
- La statue de la Sainte Famille, représentative du baroque tardif.

Enfin, le calvaire et ses stations, également classés, constituent un important lieu de dévotion et d'intérêt patrimonial.

## Personnalités liées à la localité
Agyagosszergény a vu naître plusieurs figures notables.
József Közi Horváth, prêtre catholique et député au Parlement hongrois entre les deux guerres mondiales, est né à Agyagos. Après 1949, il devint l'un des principaux organisateurs de l'émigration hongroise.
Le footballeur Károly Csapó, international hongrois sélectionné 19 fois, médaillé d'argent et de bronze au championnat de Hongrie, est également originaire de la commune.